# Харрисон-Китон, Тери
Те́ри Мэ́ри Ха́ррисон-Китон (англ. Teri Marie Harrison-Keaton; 16 февраля 1981, Брейдентон, Флорида, США) — американская фотомодель и актриса.

## Биография
У Тери 1/4 японской крови, также есть немецкие корни. Училась в Университете Центральной Флориды. Во время учёбы работала в баре сети Hooters.
Была Playmate мужского журнала «Playboy» в октябре 2002 года. В январе 2003 года также была Playmate немецкой версии Playboy.
В 2002—2009 годы Тери была замужем за барабанщиком группы «Sevendust» Морганом Роузом. У бывших супругов есть сын — Джонас Джек Роуз (род. 08.01.2008). Позже вышла замуж за Ларри Китона, родила второго сына, Трея Китона, в июле 2010 года и третьего сына, Келлана Китона, в июле 2013 года. Активно занимается кроссфитом.

## Фильмография
| Год  |   | Русское название | Оригинальное название | Роль           |
| ---- | - | ---------------- | --------------------- | -------------- |
| 2005 | ф | Бал Сатаны       | Snuff-Movie           | Памела / Энджи |